# Colònia índia Winnemucca de Nevada
La colònia índia Winnemucca de Nevada és una tribu reconeguda federalment d'amerindis paiute del Nord i xoixoni a l'oest de Nevada.

## Reserva
La colònia índia Winnemucca de Nevada té la reserva a 40° 57′ 11″ N, 117° 43′ 16″ O / 40.95306°N,117.72111°O al comtat de Humboldt (Nevada). La reserva fou establida en 1971 i té uns 340 acres (1,4 km²). En 1990 uns 17 tribal membres de la tribu vivien a la reserva.

## Història recent
La colònia índia Winnemucca va unir als no natius de Utah en la demanda contra els Estats Units per evitar la detonació de 700 tones d'explosius al Lloc de Proves de Nevada, que es troba a terra ancestral dels xoixoni occidental. Els membres de la tribu havien estat desplaçats per la força de les seves terres en el Lloc de Proves de Nevada, on es van provar bombes nuclears entre 1951 i 1993. El trasllat i les posteriors proves nuclears és vist per la tribu com una violació del Tractat de Ruby Valley de 1863 amb els xoixoni occidental. El Comitè per a l'Eliminació de la Discriminació Racial de l'Alt Comissionat de les Nacions Unides pels Drets Humans es va pronunciar el 10 de març de 2006, declarant que les terres pertanyien a la Colònia índia Winnemucca i altres tribus xoixoni occidental. Els EUA no reconeixen la competència del Comitè per rebre denúncies de particulars sobre violacions dels drets protegits per la Convenció sobre l'Eliminació de la Discriminació Racial.

## Avui
La seu de la colònia índia Winnemucca de Nevada es troba a Winnemucca (Nevada). El portaveu tribal és Thomas Wasson. La tribu és governada per un consell tribal de cinc persones.